# Elecciones al Senado de 2004 (Madrid)
Las elecciones al Senado de 2004 se celebraron en la Comunidad de Madrid el domingo 14 de marzo, como parte de las elecciones generales convocadas por Real Decreto dispuesto el 19 de enero de 2004 y publicado en el Boletín Oficial del Estado el día siguiente. Se eligieron los 4 senadores correspondientes a la circunscripción electoral de Madrid, mediante escrutinio mayoritario plurinominal parcial con listas abiertas.

## Resultados
Los comicios resultaron en la elección como senadores de Pío García-Escudero, Alejandro Muñoz-Alonso y Rosa Vindel (los tres del Partido Popular) y de Juan Barranco (del Partido Socialista Obrero Español). El escrutinio completo y definitivo se detalla a continuación.
| Candidato                                 | Candidato                                 | Lista          | Votos     |
| ----------------------------------------- | ----------------------------------------- | -------------- | --------- |
|                                           | Pío García-Escudero Márquez               | PP             | 1 507 686 |
|                                           | Juan Antonio Barranco Gallardo            | PSOE           | 1 483 948 |
|                                           | Alejandro Muñoz-Alonso Ledo               | PP             | 1 478 805 |
|                                           | María Rosa Vindel López                   | PP             | 1 476 576 |
| Josefa Dolores Pardo Ortiz                | Josefa Dolores Pardo Ortiz                | PSOE           | 1 433 271 |
| Vicente Sesmero Saelices                  | Vicente Sesmero Saelices                  | PSOE           | 1 402 613 |
| Margarita Ferré Luparia                   | Margarita Ferré Luparia                   | IU-CM          | 237 221   |
| Francisco de Borja Goñi López de Armentía | Francisco de Borja Goñi López de Armentía | IU-CM          | 204 511   |
| Juan Ramón Sanz Arranz                    | Juan Ramón Sanz Arranz                    | IU-CM          | 192 823   |
| Angel Nicolás González Fernández          | Angel Nicolás González Fernández          | IU-CM          | 28 788    |
| Gloria Torres Borrell                     | Gloria Torres Borrell                     | LV-E           | 28 553    |
| José Ángel Perona García                  | José Ángel Perona García                  | AY!            | 25 504    |
| María Trinidad La Torre Críspulo          | María Trinidad La Torre Críspulo          | AY!            | 21 709    |
| María Mar Tobar Hernando                  | María Mar Tobar Hernando                  | AY!            | 20 143    |
| Joaquín González López                    | Joaquín González López                    | CAC            | 11 565    |
| Eusebio Barreda López-Canti               | Eusebio Barreda López-Canti               | CDS            | 11 228    |
| Rosa Torres Martínez                      | Rosa Torres Martínez                      | CenB           | 10 795    |
| Celestino Enrique Pecero                  | Celestino Enrique Pecero                  | LI             | 9392      |
| Ainhoa Sainz Gorbea                       | Ainhoa Sainz Gorbea                       | PACMA          | 8775      |
| Virtudes Moya Fernández                   | Virtudes Moya Fernández                   | CDS            | 8546      |
| María Luisa García de Aguinaga            | María Luisa García de Aguinaga            | CenB           | 8426      |
| Margarita de la Victoria Botija Villar    | Margarita de la Victoria Botija Villar    | CAC            | 8422      |
| Francisca Torres Martínez                 | Francisca Torres Martínez                 | CenB           | 7656      |
| Antonio Ramírez Pérez                     | Antonio Ramírez Pérez                     | CDS            | 7371      |
| Ginés Granados Bayona                     | Ginés Granados Bayona                     | CAC            | 6844      |
| Norberto Pedro Pico Sanabria              | Norberto Pedro Pico Sanabria              | FE de las JONS | 5058      |
| Rafael José Ripoll Candela                | Rafael José Ripoll Candela                | DN             | 4818      |
| Rosario Victoria Andia García de Olalla   | Rosario Victoria Andia García de Olalla   | PFyV           | 4703      |
| Jesús Prades Coscollano                   | Jesús Prades Coscollano                   | PCPE           | 4464      |
| Julián Martínez Palomino                  | Julián Martínez Palomino                  | PAE            | 4187      |
| Alberto Ruiz Velasco                      | Alberto Ruiz Velasco                      | DN             | 3994      |
| María Elena Acedo Sánchez                 | María Elena Acedo Sánchez                 | DN             | 3794      |
| José Manuel Rodilla de los Ríos           | José Manuel Rodilla de los Ríos           | ADN            | 3644      |
| Francisco Manuel Arroyo Méndez            | Francisco Manuel Arroyo Méndez            | FE de las JONS | 3220      |
| José María Llorente Díez                  | José María Llorente Díez                  | PML            | 3179      |
| María Luisa Gabaldón Maroto               | María Luisa Gabaldón Maroto               | PH             | 3095      |
| Carlos Batres Arnanz                      | Carlos Batres Arnanz                      | La Falange     | 3041      |
| Zoe Rodríguez Pérez                       | Zoe Rodríguez Pérez                       | PCPE           | 2922      |
| Ramón Sánchez Hidalgo                     | Ramón Sánchez Hidalgo                     | FE de las JONS | 2859      |
| Isidro Torrijos Pérez                     | Isidro Torrijos Pérez                     | PCPE           | 2547      |
| María Soledad Monzón Ruiz                 | María Soledad Monzón Ruiz                 | ADN            | 2489      |
| Francisco Urrea Jaraba                    | Francisco Urrea Jaraba                    | PAE            | 2335      |
| Alberto Vela Antón                        | Alberto Vela Antón                        | IR-PASOC       | 2310      |
| Miguel Ángel Rodríguez Borrego            | Miguel Ángel Rodríguez Borrego            | PAE            | 2151      |
| Alfonso Gutiérrez Ranz                    | Alfonso Gutiérrez Ranz                    | TC-PNC         | 2133      |
| María Salud Ponce Moreno                  | María Salud Ponce Moreno                  | FE             | 1990      |
| Luis Ramón de la Fuente Molinero          | Luis Ramón de la Fuente Molinero          | OTRADEM        | 1856      |
| José Alejandro López Pardiñas             | José Alejandro López Pardiñas             | FE(I)          | 1837      |
| María Amparo Blanco Navarro               | María Amparo Blanco Navarro               | PH             | 1800      |
| Raquel García Hernández                   | Raquel García Hernández                   | AUN            | 1791      |
| María Carmen Centeno Fernández            | María Carmen Centeno Fernández            | PREPAL         | 1727      |
| José Ignacio Arias Moreno                 | José Ignacio Arias Moreno                 | PADE           | 1688      |
| Carlos Alberto Pérez Rocamora             | Carlos Alberto Pérez Rocamora             | ADN            | 1674      |
| Juan Raúl Tinoco Viduvich                 | Juan Raúl Tinoco Viduvich                 | INDIO          | 1587      |
| Isabel María Regidor Luciáñez             | Isabel María Regidor Luciáñez             | PH             | 1565      |
| Vicenta Redondo Navas                     | Vicenta Redondo Navas                     | PMAR           | 1534      |
| Arturo Camarero Fernández                 | Arturo Camarero Fernández                 | FE(I)          | 1426      |
| Ángel Manuel Valera López                 | Ángel Manuel Valera López                 | TC-PNCO        | 1421      |
| María Dolores López Uría                  | María Dolores López Uría                  | PAVIEL         | 1343      |
| Raúl Arroyo Robledo                       | Raúl Arroyo Robledo                       | TC-PNC         | 1334      |
| Flora Álvarez del Valle                   | Flora Álvarez del Valle                   | CN             | 1251      |
| María Araceli Magarzo Tamame              | María Araceli Magarzo Tamame              | PREPAL         | 1109      |
| Gema María Carballo López                 | Gema María Carballo López                 | FE(I)          | 977       |
| Luisa Pérez Pastor                        | Luisa Pérez Pastor                        | PREPAL         | 971       |
| Luis Arias de Reyna Ferrero               | Luis Arias de Reyna Ferrero               | POSI           | 945       |
| Carlos Emilio Cardesa Sabio               | Carlos Emilio Cardesa Sabio               | FA             | 907       |
| María Emiliana Fernández Navarro          | María Emiliana Fernández Navarro          | PAVIEL         | 876       |
| María Josefa Núñez Grimaldos              | María Josefa Núñez Grimaldos              | PMAR           | 874       |
| Juan Antonio De la Torre Fernández        | Juan Antonio De la Torre Fernández        | E-2000         | 748       |
| María del Carmen Velasco López            | María del Carmen Velasco López            | PAVIEL         | 731       |
| María Cuervo-Arango Cienfuegos-Jovellanos | María Cuervo-Arango Cienfuegos-Jovellanos | CTC            | 689       |
| Ángel Benéitez Fernández                  | Ángel Benéitez Fernández                  | UCL            | 549       |
| Ignacio Hernando de Larramendi Varela     | Ignacio Hernando de Larramendi Varela     | CTC            | 548       |
| Jesús Castro Vázquez                      | Jesús Castro Vázquez                      | CN             | 516       |
| Luis Javier Palomar Maldonado             | Luis Javier Palomar Maldonado             | CTC            | 458       |
| Ramón Romero Rubio                        | Ramón Romero Rubio                        | E-2000         | 457       |
| Manuel González Lucas                     | Manuel González Lucas                     | E-2000         | 451       |
| José María Tercero Pérez                  | José María Tercero Pérez                  | PC             | 429       |
| Angel Placer García                       | Angel Placer García                       | UCL            | 399       |
| Antonio López Ortiz                       | Antonio López Ortiz                       | UCL            | 371       |
| Gloria Moro Corral                        | Gloria Moro Corral                        | PC             | 271       |